# Wrong Planet
Wrong Planet (de l'anglès, Planeta equivocat) (de vegades es refereix a la seva URL, wrongplanet.net), és una comunitat en línia per a persones amb trastorns de l'espectre autista. La pàgina web va ser iniciada el 2004 per Dan Grover i Alex Plank, i inclou una sala de xat, un fòrum i articles que descriuen com tractar els problemes diaris. Wrong Planet ha estat referenciat pels principals mitjans de comunicació estatunidencs. Wrong Planet apareix al currículum d'educació especial de moltes universitats dels Estats Units d'Amèrica. S'ha dedicat una pàgina a Wrong Planet i el seu fundador en Exceptional Learners: Introduction to Special Education (Aprenents Excepcionals: Introducció a l'Educació Especial).
L'any 2006, Alex Plank va ser demandat per les víctimes d'un membre de la pàgina web de 19 anys, William Freund, que va disparar a dues persones i a ell mateix a Aliso Viejo, Califòrnia, després de dir obertament als altres a la pàgina web el que tenia previst fer.
El 2007, un home que va ser acusat d'assassinar al seu dermatòleg ho va publicar a la pàgina web mentre eludia la policia. La notícia va ser coberta per Dateline NBC en un informatiu sobre l'incident.
L'any 2008, Wrong Planet va començar a involucrar-se en l'autogestió de l'autisme amb l'objectiu d'augmentar els drets dels individus autistes que viuen als Estats Units. Alex Plank, que representa la pàgina web, va testificar a l'Interagency Autism Coordinating Committee (IACC) de l'United States Department of Health and Human Services (HHS).
El 2010, Wrong Planet va crear un programa de televisió sobre l'autisme anomenat «Autism Talk TV». Els patrocinadors d'aquesta websèrie inclou Autism Speaks. L'espectacle és presentat per Alex Plank i Jack Robison, fill de l'escriptor John Elder Robison. Els defensors de la neurodiversitat han acusat a Plank de trair l'objectiu de Planet Wrong per a l'acceptar l'autisme com una malaltia acceptant diners d'Autism Speaks per a aquesta websèrie.

## Nota
1. ↑  Alguns activistes autistes veuen l'autisme com una diferència més que una malaltia, i critiquen que Autism Speak els busqui una cura en lloc d'acceptar-los com són.[12][13]